# Großsteingräber bei Vierraden
Die Großsteingräber bei Vierraden waren mehrere megalithische Grabanlagen unbekannter Zahl vermutlich der jungsteinzeitlichen Trichterbecherkultur bei Vierraden, einem Ortsteil von Schwedt/Oder im Landkreis Uckermark (Brandenburg). Sie wurden im 19. Jahrhundert zerstört. Nach Leopold von Ledebur waren um 1845 eine Viertelmeile (ca. 1,9 km) nordöstlich von Vierraden noch Spuren von Hünengräbern vorhanden. Über Anzahl, Maße, Ausrichtung und Typ der Anlagen liegen keine Informationen vor. 